# Guido Mayer
Pour les articles homonymes, voir Mayer.
Pas d'image ? Cliquez ici
Guido Mayer, né en 1891 et mort en 1945, est un alpiniste autrichien originaire de Vienne qui, avec son frère Max, se distingua par une série de courses remarquables en compagnie d'Angelo Dibona.

## Biographie
L'un des plus grands succès de la cordée Mayer-Dibona date de 1912, lors de la tentative d'ascension de la face sud de la Meije, par l'itinéraire qui fut fatal à Emil Zsigmondy vingt-sept ans auparavant. Ils réussirent cette haute face vierge de 800 mètres sans utiliser aucun piton. Les frères Mayer étaient riches et pouvaient se permettre d'engager les guides de leur choix, jusqu'à ce que la Première Guerre mondiale les ruine et les pousse à abandonner l'alpinisme.

## Premières ascensions
- 1910 - paroi sud-ouest du Croz dell'Altissimo (2 339 m), dans le massif de Brenta (Dolomites).
- 1910 - face ouest du Sass Pordoi (2 950 m), dans les Dolomites.
- 1910 - éperon nord-ouest du Grosser Ödstein.
- 1911 - voie entre le Laliderwand et le Laliderer Spitze dans le massif des Karwendel en Autriche.
- 1913 - aiguille Dibona dans le massif des Écrins.
- 1913 - arête nord de L'Ailefroide avec Angelo Dibona dans le massif des Écrins.
- 1913 - face nord-ouest du dôme de Neige des Écrins dans le massif des Écrins.
- 1913 - arête nord-est de la dent du Requin dans le massif du Mont-Blanc.